# 프로토스테가
프로토스테가(Protostega)는 8350만 년 전 백악기 후기에 살았던 바다거북이다. 화석 잔해는 서부 캔자스의 스모키 힐 형성에서 발견되었으며, 속명의 뜻은 '첫 번째 지붕'이라는 뜻이다.

## 특징

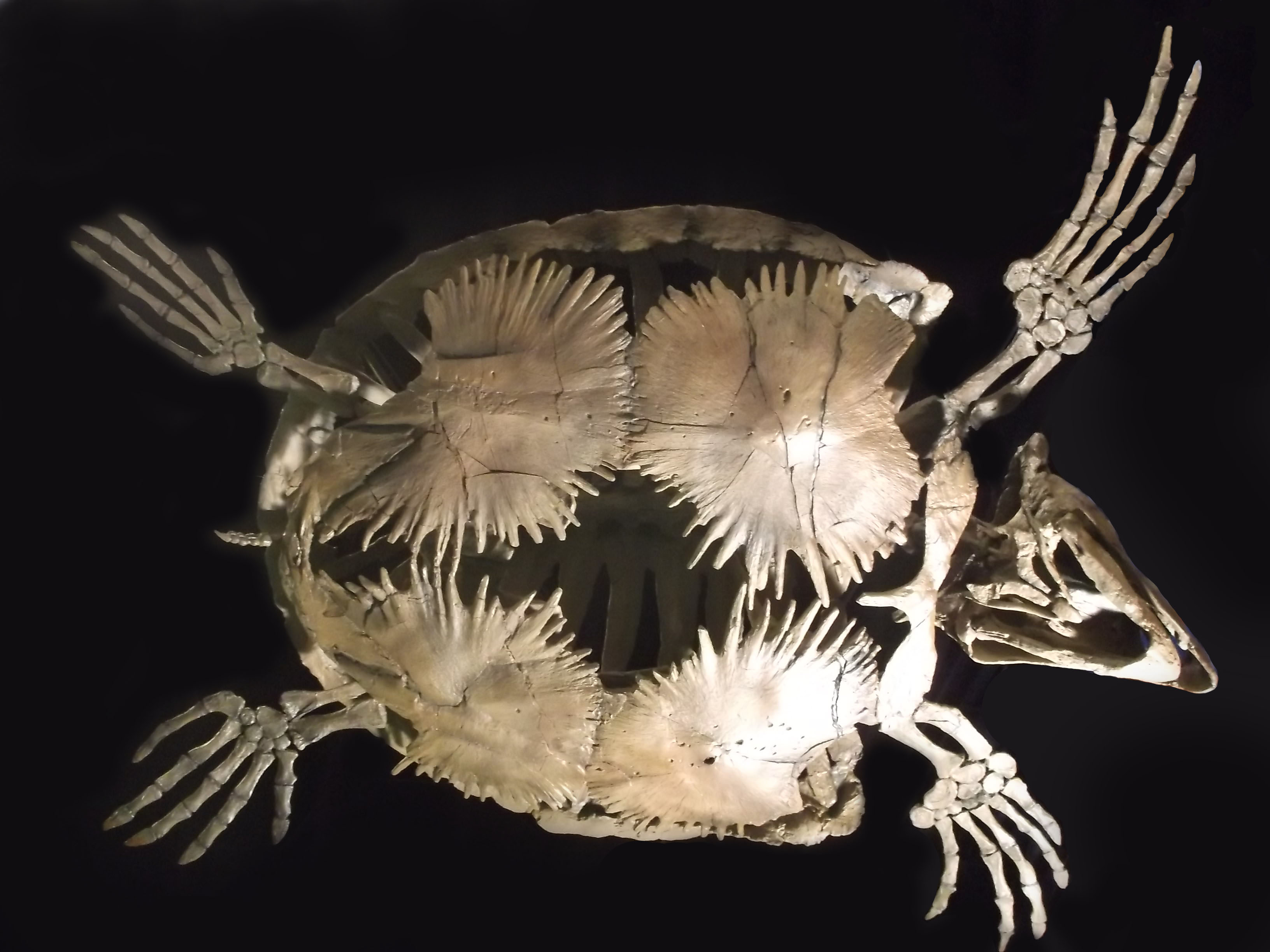
프로토스테가의 화석

몸길이는 3m 정도로 현재의 장수거북과 비슷한 크기이다. 등딱지는 아르켈론과 마찬가지로 자라같은 무른 외피로 덮여있었으며, 비교적 무게가 덜 나가는 구조로 이루어져 있었기 때문에 몸무게가 400kg 정도일 것으로 추정된다. 악어거북을 연상시키는 아르켈론의 두개골과 달리 케라틴질의 부리가 달린 두개골을 갖고 있었으며, 주로 해파리나 두족류 따위를 잡아먹었을 것으로 추정된다.